# Nakamura Kōtarō

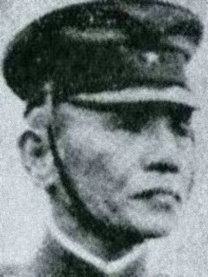
Nakamura Kōtarō, vor 1940.

Nakamura Kōtarō (jap. 中村 孝太郎; * 28. August 1881 in der Präfektur Ishikawa, Japanisches Kaiserreich; † 29. August 1947) war ein General des Kaiserlich Japanischen Heeres und Heeresminister.

## Leben
Nakamura Kōtarō wurde am 28. August 1881 in der Präfektur Ishikawa geboren. Nach dem Besuch von Kadettenanstalten in seiner Jugend schloss er im Juni 1902 die 13. Klasse der Heeresoffizierschule im Rang eines Leutnants der Infanterie ab. Später besuchte er, unter anderem mit Terauchi Hisaichi und Umezu Yoshijirō, die Heereshochschule, die er 1909 abschloss. Anschließend hatte er verschiedene administrative Posten im Heeresgeneralstab inne, in den er über seine gesamte militärische Karriere immer wieder beordert wurde. In den Jahren 1920 und 1921 war er japanischer Militärattaché in Schweden. Nach seiner Beförderung zum Oberst im August 1922 kommandierte er bis zum August des Folgejahres das 67. Regiment, bevor er bis Juli 1927 als Adjutant im Heeresgeneralstab diente.
Er schied mit seiner Beförderung zum Generalmajor aus diesem Posten aus und wurde kommandierender General der 39. Infanteriebrigade. Im August 1929 wechselte er auf den Posten des Stabschefs der Chōsen-Armee im durch Japan annektierten Korea. Zwischen Dezember 1930 und Februar 1932 war er Leiter des Personalbüros im Heeresministerium, bevor er den Oberbefehl über die Garnisonsarmee China übernahm. Zwei Monate später erfolgte seine Beförderung zum Generalleutnant, dem üblichen Rang für den Befehlshaber einer japanischen Armee. Nach einer kurzen Zeit als kommandierender General der 8. Division war Nakamura von Dezember 1935 bis Februar 1937 stellvertretender Generalinspekteur der Militärausbildung. Am 2. Februar des Jahres 1937 berief der neue Premierminister Hayashi Senjūrō ihn als Heeresminister in sein Kabinett, ersetzte ihn aber bereits am 9. Februar wieder durch Sugiyama Hajime.
Er diente anschließend als Befehlshaber der Regionalarmee Ostdistrikt und erreichte im Juni 1938 den Rang eines vollwertigen Generals. Anschließend war er bis Juli 1941 Oberbefehlshaber der Chōsen-Armee. Von Dezember des Jahres bis zum 1. Mai 1943 war er erneut Oberbefehlshaber der Ostdistriktsarmee, zwischen den beiden Kommandos war er Mitglied des Obersten Kriegsrats gewesen. Aufgrund gesundheitlicher Probleme schied er im Mai 1943 aus dem aktiven Militärdienst aus und starb am 29. August 1947.